# Эссен, Отто Васильевич (1828—1876)
Отто Васильевич фон Эссен (1828—1876) — русский государственный деятель, статс-секретарь, сенатор. Тайный советник.

## Биография
Происходил из остзейского дворянского рода Эссен — правнук обер-коменданта Ревельской крепости Рейнгольда Эссена родился 27 января (8 февраля) 1828 года. По окончании в 1849 году Императорского училища правоведения по первому разряду он поступил на службу в Сенат, где вскоре получил место младшего помощника секретаря в Департаменте герольдии. В 1856 году исполнял должность обер-секретаря сначала в третьем, а затем в четвертом департаменте Сената.
В 1857 году был причислен к Министерству юстиции и в 1858 году ему было поручено управлять третьим отделением департамента этого министерства. В начале 1860-х годов был обер-прокурором 3-го, затем 1-го, департаментов Сената. В сентябре 1862 году, когда были высочайше утверждены «Основные Положения» преобразования судебной части, Эссен принимал деятельное участие в работе комиссии совместно с лучшими юридическими силами. На долю Эссена выпала трудная задача — быть обер-прокурором при введении земских учреждений и новых судебных уставов, встречавших во многих случаях противодействие со стороны местной администрации и возбуждавших различные недоразумения. При введении земского положения Эссен первый направил это дело разумно и правильно. При нем Сенат впервые явился защитником земства в тех случаях, когда нарушались его права. Полный твердой веры в справедливость и пользу новых начал, он энергично их отстаивал, и, благодаря его красноречивым и отчетливым докладам, Сенат часто являлся защитником интересов земства. С той же непоколебимой твердостью стоял он и за начала судебных уставов, допуская частные изменения в них, но никогда не соглашался на перемены, могущие исказить их сущность.
Осенью 1867 года получил должность директора департамента Министерства юстиции; 30 августа 1870 года назначен сенатором. В 1871 году назначен товарищем министра юстиции с оставлением в звании сенатора. Земские деятели считали это назначение большой потерей для себя. Эссен принимал деятельное участие в весьма многих комиссиях, учрежденных при министерстве; так, например, он участвовал в 1860 году в комиссии по рассмотрению проекта положения о духовных завещаниях, а в 1874 году — в комиссии для рассмотрения вопроса о способе разделения членов судебных мест по департаментам судебных палат и отделениям окружных судов; 17 апреля 1875 года был пожалован в статс-секретари Его Императорского Величества с оставлением в занимаемой должности и звании сенатора. 
Эссен всегда пользовался репутацией в высшей степени доброго, чуждого интриг, тихого и скромного человека. В нём нельзя было не видеть энергичного бойца за правое дело, и в рядах врагов его он никогда не находился. Он менее других чинов судебного ведомства склонен был к изменению судебной реформы или к отступлению на практике от начал «Судебных Уставов» 20 ноября 1864 года. 
Простудившись на похоронах великой княгини Марии Николаевны, он умер 16 (28) февраля 1876 года от сильнейшего воспаления лёгких. По словам А. А. Половцова, «организм Эссена был расшатан постоянной борьбой с сумасбродными выходками графа К. И. Палена, к тому же он имел неосторожность приняться к устройству дел вдовы барона Е. Е. Врангеля». После отпевания в церкви при Аничковом дворце был похоронен на Новодевичьем кладбище. Рядом с ним похоронена его жена (с 21.01.1859), дочь надворного советника Дружинина, Любовь Алексеевна (09.12.1839—23.10.1906) и дочь Юлия (07.04.1868—19.10.1883).
Кроме дочери у него были сыновья: Николай (1860—1915), Антон (1863—1919), Алексей (1873—1937/38) и Михаил (1871—1908).